# Galeria Nacional de Arte (Malásia)

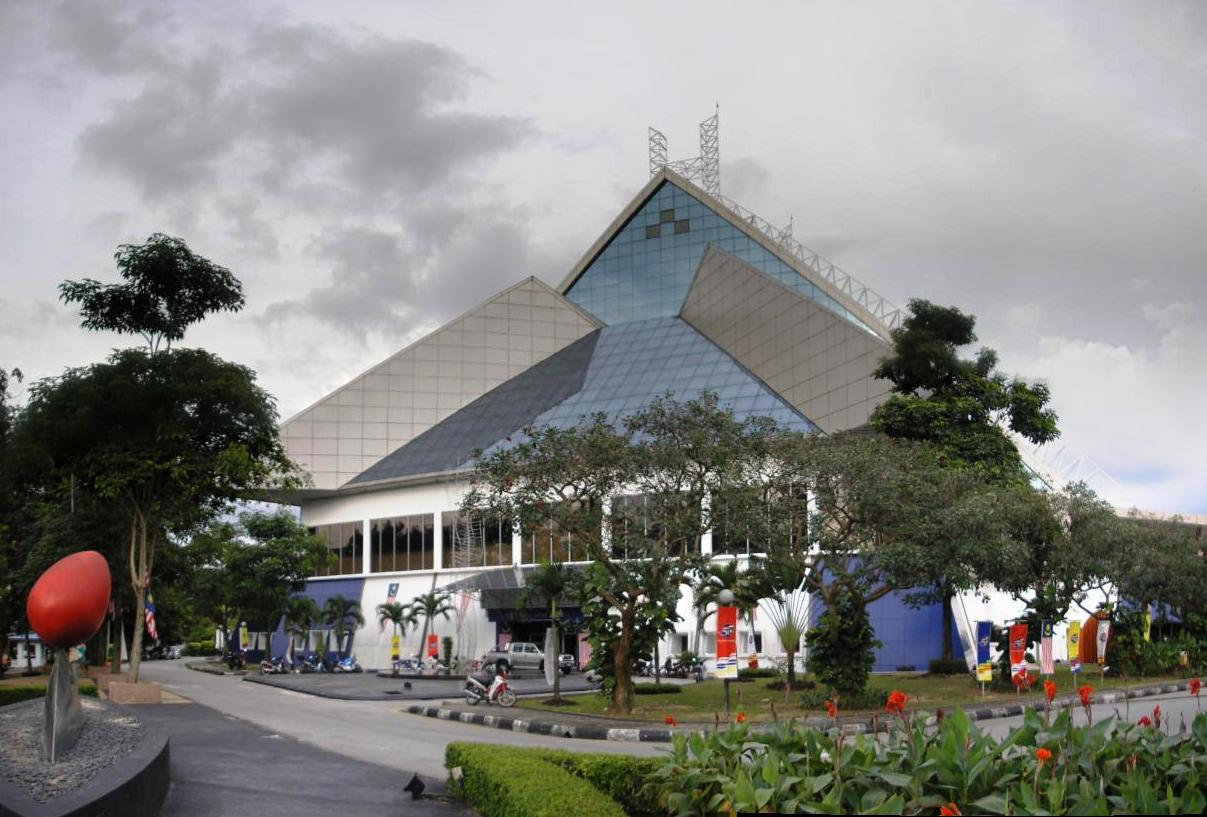
National Art Gallery em Kuala Lumpur.

A Galeria Nacional de Arte da Malásia (Balai Seni Lukis Negara) foi criada em 28 de agosto de 1958 por Tunku Abdul Rahman, primeiro-ministro da Malásia. A galeria é um órgão estatutário vinculado ao Ministério da Cultura, Artes e Turismo da Malásia.
Está localizada próxima à Jalan Tun Razak, ao norte de Kuala Lumpur e ao lado do Istana Budaya, um dos principais teatros da Malásia.